# Premiile Uniunii Scriitorilor din România
Premiile Uniunii Scriitorilor din România sunt cele mai importante premii literare acordate anual în România.

## Premiile Uniunii Scriitorilor din România pentru anul 2022
Premiile Uniunii Scriitorilor din România pentru anul 2022 au fost acordate în data de 5 iunie 2023, în  Sala „Iosif Naghiu” a Muzeului Național al Literaturii Române și a Teatrului Dramaturgilor Români din Bucureșt, de către juriul compus din următorii membri ai Uniunii:
- Mircea Mihaies (Președinte juriu), redactor-șef al revistei Orizont și editorialist politic la România literară și la Evenimentul zilei.
- Paul Aretzu, redactor-șef al revistei Ramuri.
- Dan Cristea, director al revistei Luceafărul.
- Andreea H. Hedes, director fondator al Editurii și Revistei NEUMA.
- Ioan Holban, critic literar.
- Vasile Spiridon, fondator al Asociației de studii semiotice
- Razvan Voncu, redactor-șef al revistei România Literară.[1]

### Controverse
Premiul pentru teatru a stârnit controverse deoarece cartea câștigătoare a fost publicată de editura NEUMA, al cărei director a fost membru al juriului. Recuzul acestuia nu a fost anunțat în timpul ceremoniei, nici anterior, pe site-ul organizației la data publicării finaliștilor, ci doar ulterior, ca urmare a presiunilor din partea presei. De asemenea, autorul cărții premiate deține două funcții de conducere în cadrul Uniunii Scriitorilor din România, director de imagine și director al secției de poezie. Asemenea situații ridică întrebări cu privire la etica și transparența procesului de jurizare. Este demn de menționat că, în contrast cu această practică, la premiile internaționale similare, membrii juriilor cu conflicte de interes sau legături editoriale sunt de obicei excluși din procesul de jurizare pentru a asigura transparența și imparțialitatea acestuia.  
| Nume autor              | Operă premiată                                                      | Categorie                                   | Editură                  |
| ----------------------- | ------------------------------------------------------------------- | ------------------------------------------- | ------------------------ |
| Nicolae Prelipceanu     | Funa Máro                                                           | Poezie                                      | Cartea Românească        |
| Gabriela Adameșteanu    | Voci la distanță                                                    | Proză                                       | Polirom                  |
| Angelo Mitchievici      | Farmecul vieților distruse                                          | Critică și istorie literară, eseu           | Humanitas                |
| Andrei Manolescu        | Cazul scriitorului dispărut (roman)                                 | Debut                                       | Humanitas                |
| Horia Gârbea            | Ultima iubire a lui Cezar                                           | Teatru                                      | NEUMA                    |
| Dan Croitoru            | Thomas Pynchon, Viciu ascuns (traducere din limba engleză)          | Traduceri                                   | Polirom                  |
| Ioana Pârvulescu        | Invizibilii                                                         | Literatură pentru copii și tineret          | Humanitas                |
| Fekete Vince            | Halálgyakorlatok (Exerciții pentru moarte), poeme în limba maghiară | Literatură în limba minorităților naționale | Magvető Kiadó, Budapesta |
| Myhailo Hafia Traista   | Styzherety (Stejeret), roman în limba ucraineană                    | Literatură în limba minorităților naționale | R.C.R. Editorial         |
| Adriana Babeți          | Dicționarul romanului central – european din secolul XX             | premii speciale                             | Polirom                  |
| Horia-Roman Patapievici | Despre viață, destin & nostalgie                                    | premii speciale                             | Humanitas                |
| Eugen Negrici           | -                                                                   | Premiul Național                            | -                        |

```
Premiile au fost finanțate de Ministerul Culturii (reprezentat la Gală de dl director Ioan Matei, membru, de asemenea, al Uniunii Scriitorilor), Institutul Cultural Român (din partea căruia a fost prezent eseistul Daniel Nica) și Direcția pentru Relații Interetnice a Secretariatului General al Guvernului (reprezentată de prozatorul Corneliu Irod). Parteneri au fost Muzeul Național al Literaturii Române și Televiziunea Română.
[
5
]
```

## Premiile Uniunii Scriitorilor din România pentru anul 2012
Premiile Uniunii Scriitorilor din România pentru anul 2012 au fost acordate în data de 10 iunie 2013, în Sala Oglinzilor de la Casa Monteoru, de către juriul compus din următorii membri ai Uniunii:
- Mihai Zamfir (Președinte juriu),
- Gabriel Coșoveanu,
- Dan Cristea,
- Irina Petraș și
- Cornel Ungureanu.

| Nume autor                | Operă premiată                                                   | Categorie                                   | Editură                      |
| ------------------------- | ---------------------------------------------------------------- | ------------------------------------------- | ---------------------------- |
| Nicolae Prelipceanu       | La pierderea speranței                                           | Poezie                                      | Casa de Pariuri Literare     |
| Florina Ilis              | Viețile paralele                                                 | Proză                                       | Cartea Românească            |
| Mircea Mihăieș            | Ce rămâne. William Faulkner și misterele ținutului Yoknapatawpha | Critică și istorie literară, eseu           | Polirom                      |
| Marius Chivu              | Vîntureasa de plastic                                            | Debut                                       | Brumar                       |
| Radu F. Alexandru         | Teatru 7                                                         | Teatru                                      | Cartea Românească            |
| Dinu Luca                 | Obosit de viață, obosit de moarte - Mo Yan                       | Traduceri                                   | Humanitas                    |
| Irina Horea J. M. Coetzee | Miezul verii                                                     | Premiul fundației Andrei Bantaș             | Humanitas                    |
| (neatribuit)              | -                                                                | Literatură pentru copii și tineret          | -                            |
| Goran Mrakić              | Contraatac terorist                                              | Literatură în limba minorităților naționale | Uniunea Sârbilor din România |
| Andrei Pleșu              | Parabolele lui Iisus. Adevărul ca poveste                        | premii speciale                             | Humanitas                    |
| Ion Pop                   | -                                                                | Premiul Național                            | -                            |

Premiile USR pe 2012 au fost acordate cu sprijinul financiar al Ministerului Culturii, iar  partenerii media ai Galei au fost Radio România Cultural, TVR 2, și revistele România Literară, Luceafărul și Viața Românească. Sponsorul evenimentului a fost SC EDT Recycling.

## Premiile Uniunii Scriitorilor din România pentru anul 2011
Premiile Uniunii Scriitorilor din România pentru anul 2011 au fost acordate în data de 6 iunie 2012 de către juriul compus din următorii membri:
- Dan Cristea (președinte),
- Paul Arețu,
- Gabriel Coșoveanu,
- Nicolae Oprea și
- Vasile Spiridon.

| Nume autor                                 | Operă premiată                         | Categorie                          | Editură                      |
| ------------------------------------------ | -------------------------------------- | ---------------------------------- | ---------------------------- |
| Gabriel Chifu                              | Însemnări din ținutul misterios        | Poezie                             | Cartea Românească            |
| Alexandru Vlad                             | Ploile amare                           | Proză                              | Cjarmides                    |
| Mihai Zamfir                               | Scurtă istorie                         | Critică și istorie literară, eseu  | Cartea Românească și Polirom |
| Gellu Dorian                               | Confort Freud                          | Teatru                             | Timpul                       |
| Cassian Maria Spiridon                     | Despre barbari sau Invazia omului plat | Premii speciale                    | Litera                       |
| Alex Goldiș                                | Critica în tranșee                     | Debut                              | Cartea Românească            |
| Dinu Flămând                               | Opera poetică - F. Pessoa              | Traducere                          | Humanitas                    |
| Violeta Popa George Volceanov Horia Gârbea | Opere IV - W. Shakespeare              | Premiul Fundației Andrei Bantaș    | Paralela 45                  |
| Norman Manea                               | -                                      | Premiul Național                   | -                            |
| (neatribuit)                               | -                                      | Literatură pentru copii și tineret | -                            |

Juriul care a alcătuit lista nominalizărilor a fost compus din următoarele persoane:
- Mircea A. Diaconu (președinte),
- Lucian Alexiu,
- Iulian Boldea,
- Dan Mircea Cipariu și
- Sanda Cordoș.

## Legături externe
- Cum se dau premii la USR Arhivat în 16 decembrie 2013, la Wayback Machine., 30 iunie 2011, Mihai Iovănel, revistacultura.ro